# Huiszittende armen
Huiszittende armen, ook wel huisarmen genoemd, waren de armen die niet in een liefdadige instelling werden opgevangen, maar vaste woonruimte hadden. Zij waren wel afhankelijk van armenzorg om in het onderhoud van zichzelf en van hun gezin te voorzien. Dit was vooral in de wintertijd het geval waarin zij bedeling ontvingen in de vorm van voedsel, brandstof en eventueel geld.

## Historie
| Gheeft aelmisse zoet va iov tijtelicke goet den allendige huijssarmen | Geeft aalmoezen van jouw tijdelijke (wereldse) goederen aan de ellendige huisarmen. |
| Want die aelmisse doit van der helssche gloijt iou ziel beschermen.   | Want die aalmoezen doet van de helse gloed jouw ziel beschermen.                    |

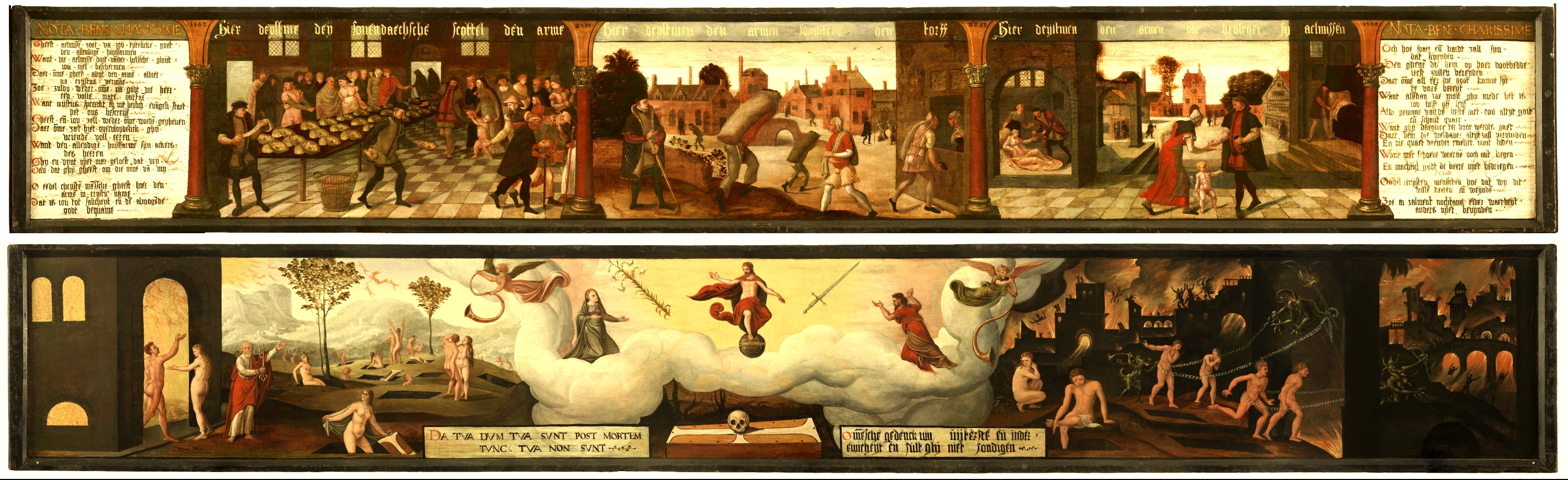
Dit schilderij stond bij de collectebus van de armenpot van de Utrechtse Sint Jacobskerk,
boven (voorzijde) de goede werken en onder (achterzijde) de beloning voor de liefdadigheid: een plek in de hemel.

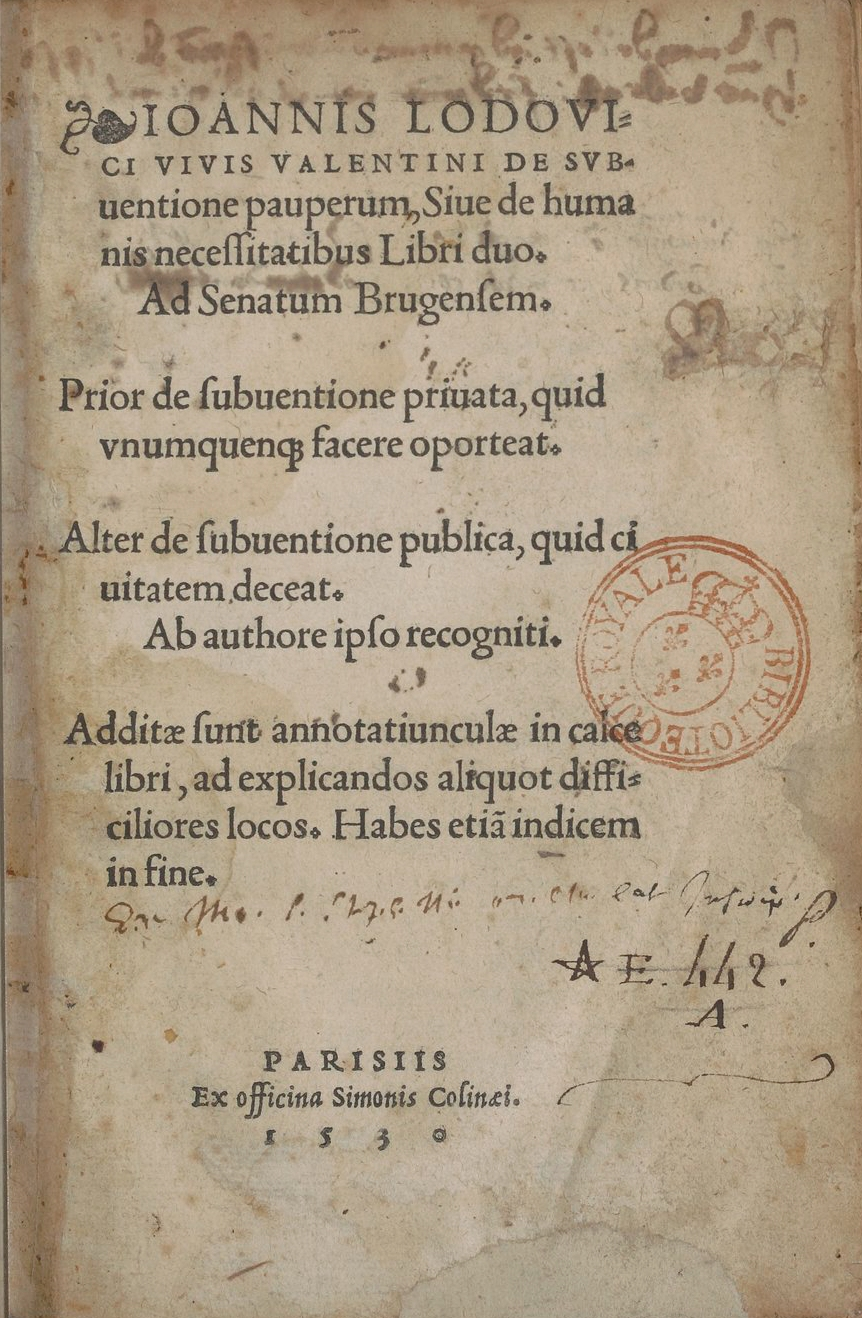
Subventione Pauperum

Sinds het Concilie van Tours in 567 had de Kerk de armenzorg op parochieniveau georganiseerd,
de giften die werden gedaan door de mensen waren over het algemeen niet uit liefde of zorg voor de armen maar meer om zich van het eigen zieleheil te verzekeren.
Op vraag van het stadsbestuur van Brugge werkte de Spaans-joodse geleerde Juan Luis Vives in 
"De subventione pauperum" (De ondersteuning van de armen) een nieuwe kijk uit op de armenzorg. 
Hij betoogde hierin om alle middelen voor armenbeleid te centraliseren bij de lokale overheid.
In het Eeuwig Edict van 1531 nam Keizer Karel V deze gedachtelijn over en bepaalde dat de stadsbesturen verplicht waren 
een Gemene Beurs, (stedelijk financieel fonds) ter verzorging van de armenzorg.
Vives onderscheidde drie groepen:
- zieken en invaliden die in gasthuizen woonden of werden verpleegd.
- de huiszittende armen
- bedelaars en vagebonden.

Degenen die door hun eigen schuld arm waren moesten verplicht arbeid gaan verrichten en konden dan ook rekenen op hulp vanuit de voorzieningen voor andere armen.
Over het algemeen werden de regels van het edict niet strikt opgevolgd, de Kerk nam de zorg op zich met de 
instelling van de Heilige Geesttafels ook wel armentafels of armendissen genoemd.
Na de reformatie namen ook de diaconieën van de Nederduitse Gereformeerde Kerk deze taak op zich.
In Amsterdam en Leiden waren Huiszittenhuizen waar de huiszittenmeesters vergaderden en de behoeftigen hun ondersteuning konden afhalen.
In 1854 nam het kabinet Van Hall de armenwet aan, de gemeentebesturen moesten de armenzorg overlaten aan de particuliere instellingen, 
waaronder de kerkelijke instellingen de voornaamste plaats hadden.
Tegenwoordig is in Nederland bijstand de gebruikelijke term voor armenzorg die na 1965 een algemeen recht werd, 
de Algemene bijstandswet (ABW) kwam in de plaats van de Armenwet van 1854.

## De grote steden in de 16e eeuw

### Amsterdam

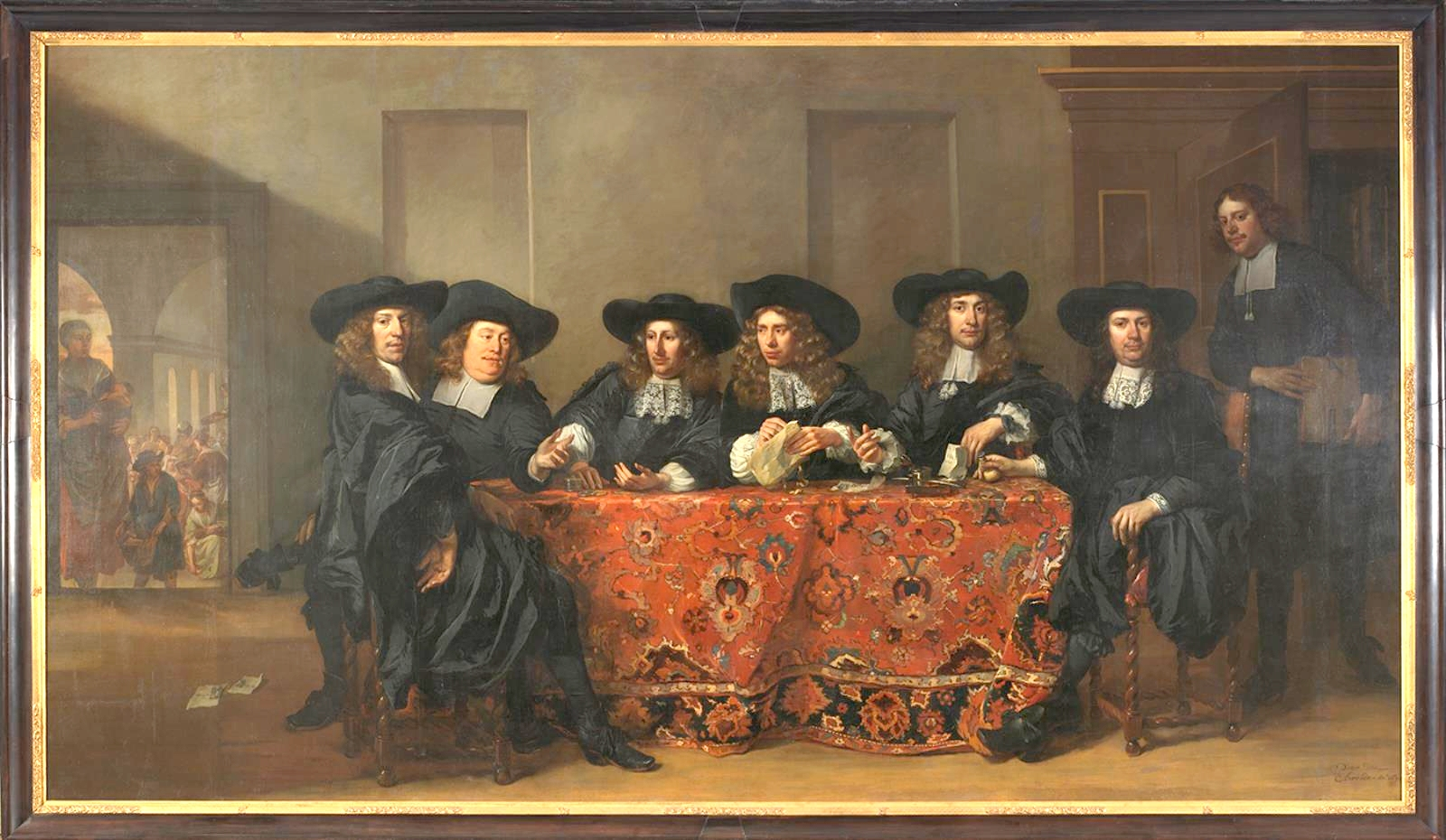
De regenten van het Oudezijds Huiszittenhuis

In 1567 bezocht de Prins van Oranje Amsterdam gedurende zes weken, op de 18e van de louwmaand geeft hij toestemming aan de Calvinisten
om in het Huiszittenhuis aan de Ouwde Zyde te preken.
In Amsterdam waren er twee: na de brand in de Nieuwe Kerk op 11 januari 1645 werd het Nieuwezijds Huiszittenhuis (1649 voltooid) aan de Prinsengracht gebouwd bij
de al bestaande bakkerij en turfhuis .
Na 1655 het Oudezijds Huiszittenhuis, voordien gebeurde de uitdeling vanuit de Nieuwe Kerk.
In 1672 bedeelde het Nieuwezijds Huiszittenhuis bijna 6000 gezinnen, de armoede was groot en de kerk kampte met enorme tekorten
Na 1808 bleef alleen het Nieuwezijds Huiszittenhuis over en onder het bewind van de Regenten van de Huiszittende Stadsarmen,
in 1870 werd de armenzorg gedaan door het Burgerlijk Armbestuur.

### Breda
Zoals in de meeste steden in de Zuidelijke Nederlanden bleef de zorg voor de huiszittende armen 
bij de kerk, in Breda ging het oortjesgeld naar de algemene armenkas van de Aalmoezenierskamer.
In de 15e eeuw waren er de Heilige Geesttafels, in 1536 ontstond uit het samengaan van de tafels en enkele kleinere
instituten de Aalmoezenierskamer.
De Katholieke aalmoezenierskamer had in de 17e en 18e eeuw veel kapitaal in de vorm van Nederlandse en buitenlandse staatsleningen.
In 1808 en 1809 werd echter geen rente uitgekeerd over de Nederlandse leningen en in 1810 werd door
Napoleon de rente teruggebracht naar 1/3 van de oorspronkelijke (Tiërcering).
Daardoor werd de aalmoezenierskamer afhankelijker van bijdragen door de overheid, de taken werden langzamerhand overgenomen
door de Stedelijke Armenzorg..

### Delft

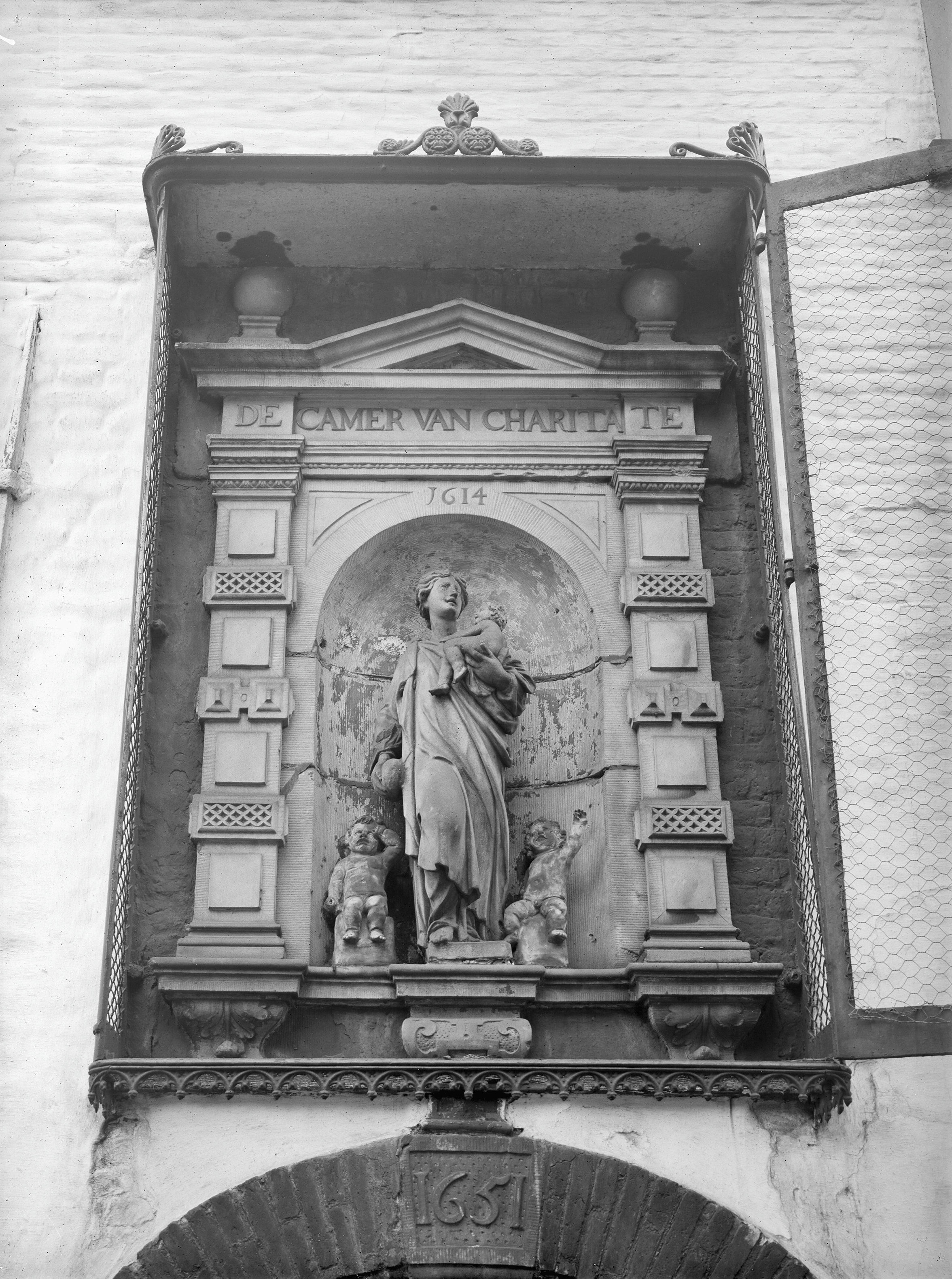

Voor de reformatie waren er de Heilige Geestmeesters, daarna de diaconie van de protestantse kerk. Toen aan het eind van de 16e eeuw 
de toestand onhoudbaar werd door geldgebrek liet het stadsbestuur een onderzoek doen naar de aantallen armen die werkelijk
recht hadden op bijstand. Rond 1600 werd de Kamer van Chariate opgericht die na een moeilijke start vanaf 1614 de organisatie was die hulp verleende aan alle armen ongeacht geloof of afkomst.
Het zogenaamde "Delftse systeem" kwam overeen met de scheiding in drie groepen zoals door Vives was voorgesteld. 
De huiszittende armen konden hun bedeling afhalen bij een pand aan Schoolstraat 18 aan de achterzijde van museum Prinsenhoff
in het gebouw van het voormalige Sint Agathaklooster.

### Deventer

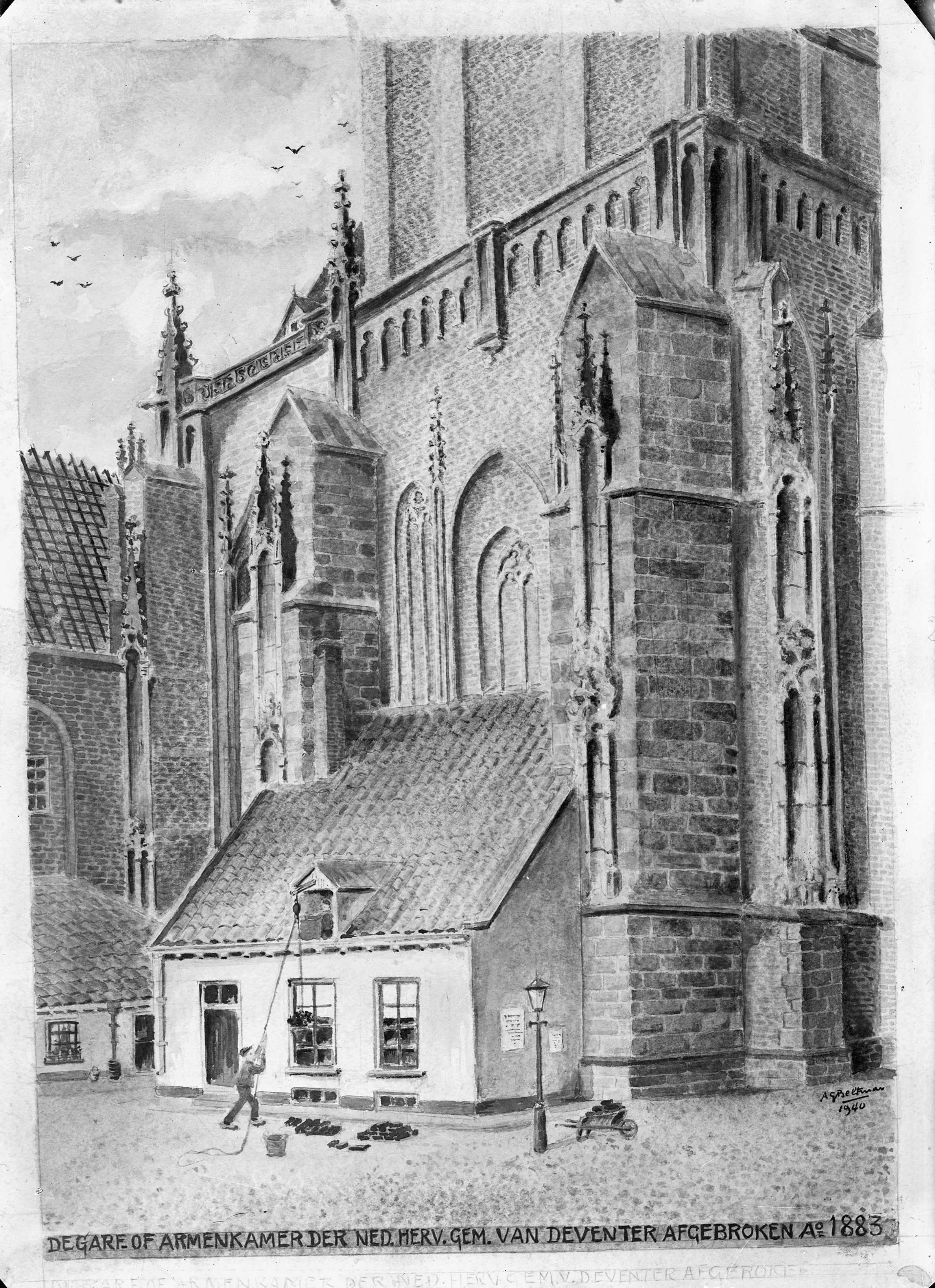
Armenkamer Deventer

In Deventer waren vanaf de 13e eeuw allerlei instanties die ook aan armenzorg deden zo waren er de gilden en broederschappen die meestal ook een armenkas hadden.
Het Heilige Geest Gasthuis dat al bestond in 1267 gaf ook wekelijks geld aan de zogenaamde thuiszittende armen in de stad. 
In de 16e eeuw waren dat ongeveer vijftig gezinnen per week, in 1565 zelfs zeventig.
Tot 1578 bleef Deventer in Spaanse handen en was een garnizoensstad door de gestegen kosten
werd de uitdelingen aan thuiswonende armen minder.
Na de reformatie kregen de protestanten weinig invloed, in 1581 werd de Almissers ordeninge der stadt Deventer (Aalmoezeniers verordening) ingesteld.
De zorg voor de huiszittende armen werd toevertrouwd aan zes, door het stadsbestuur aangestelde, provisoren der huiszittende armen en opgedeeld in zogenaamde Armenkamers met aan het hoofd de Armenstaat.
Het geld dat vroeger naar de gilden-armenzorg ging ging nu naar het magistraat (schepenen en raad).
Vanaf 1591 kreeg ook de protestantse kerk een beperkte rol in de armenzorg.
In 1592 werd het dagelijks beheer van het Heilige Geest Gasthuis eveneens opgedragen aan twee provisoren.
De provisoren lieten jaarlijks uitdelingen doen voor de armen die werden bekostigd door
particulieren. Er waren bijvoorbeeld acht brood- en boteruitdelingen:
- Op beloken Pasen van 6 mud rogge en een half vat boter, geschonken door Alyt Strubbe.
- Op zondag Misericordia Domini (veertien dagen na Pasen, 5 mud Weite en een half vat boter, geschonken door Vos van de Moele.
- Op Sint Pancratius (12 mei) 5 mud Weite, geschonken door Hendrik Kanneken en zijn huisvrouw Mechteldt.
- Op Sint Bartholomeus (24 augustus) 4 mud weite en een half vat boter, geschonken door heer Blauwen.
- Op Sint Nicolaas (6 december) 6 mud rogge en een half vat boter, nalatenschap Wendele Sprengers.
- Op Sint Poncianus (14 januari) 5 mud rogge , geschonken door Philippus van Wesepe en zijn huisvrouw.
- In de Vastentijd 6 mud rogge, geschonken door Arent Upperheeft en zijn huisvrouw Alyt.
- Op Maria's Zuivering (2 februari), 4 mud weite, geschonken door Bruyn Kalvewinckel en Webbe zijn huisvrouw.

De protestantse kerk kreeg in 1602 een diaconie, die in 1796 weer werd ingelijfd in de Armenstaat.
In 1818 kwam het "Algemeen reglement op het armwezen in de stad Deventer" waarin de armenzorg werd opgedragen aan de kerken.

### Groningen

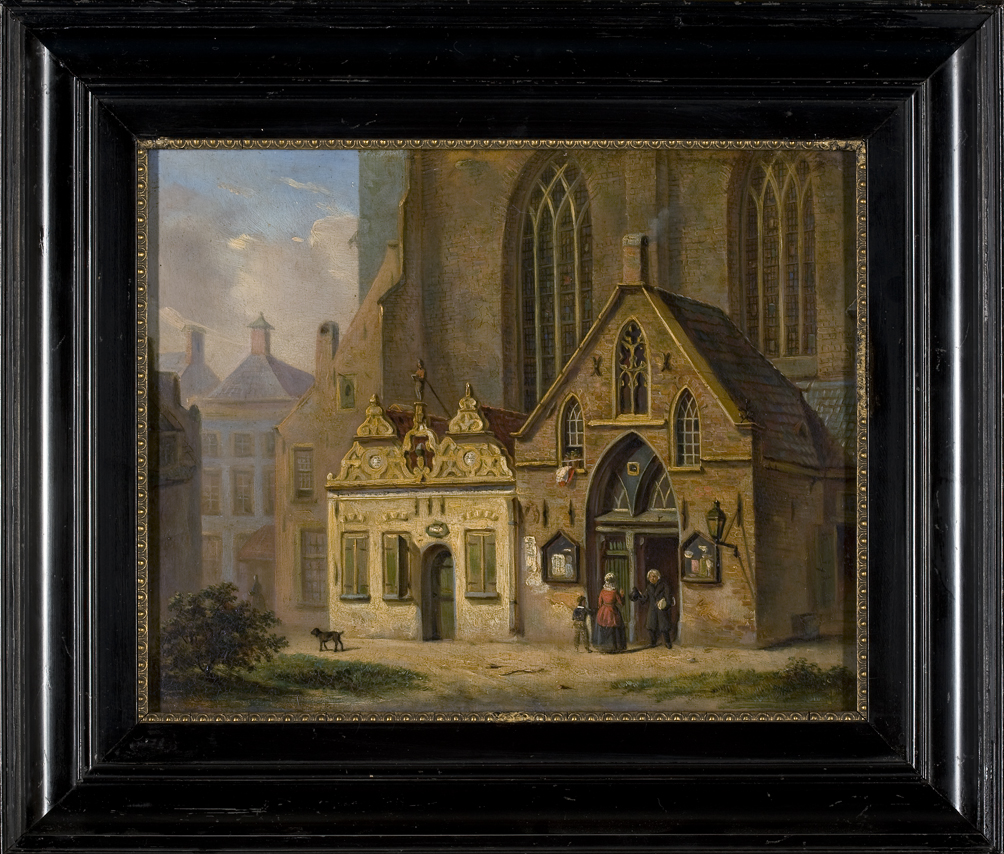

In Groningen bestond vanaf 1437 het (Broederschap van de Armehuiszitten),
Vanuit het Boter en Broodhuisje deelde het Convent elke maandag brood en boter uit aan huiszittende armen.
Na de reformatie was de armenzorg toevertrouwd aan de Protestantse Kerk maar in 1684 werd de Katholieke Diaconie
opgericht die de zorg had voor de katholieke armen.

### Haarlem

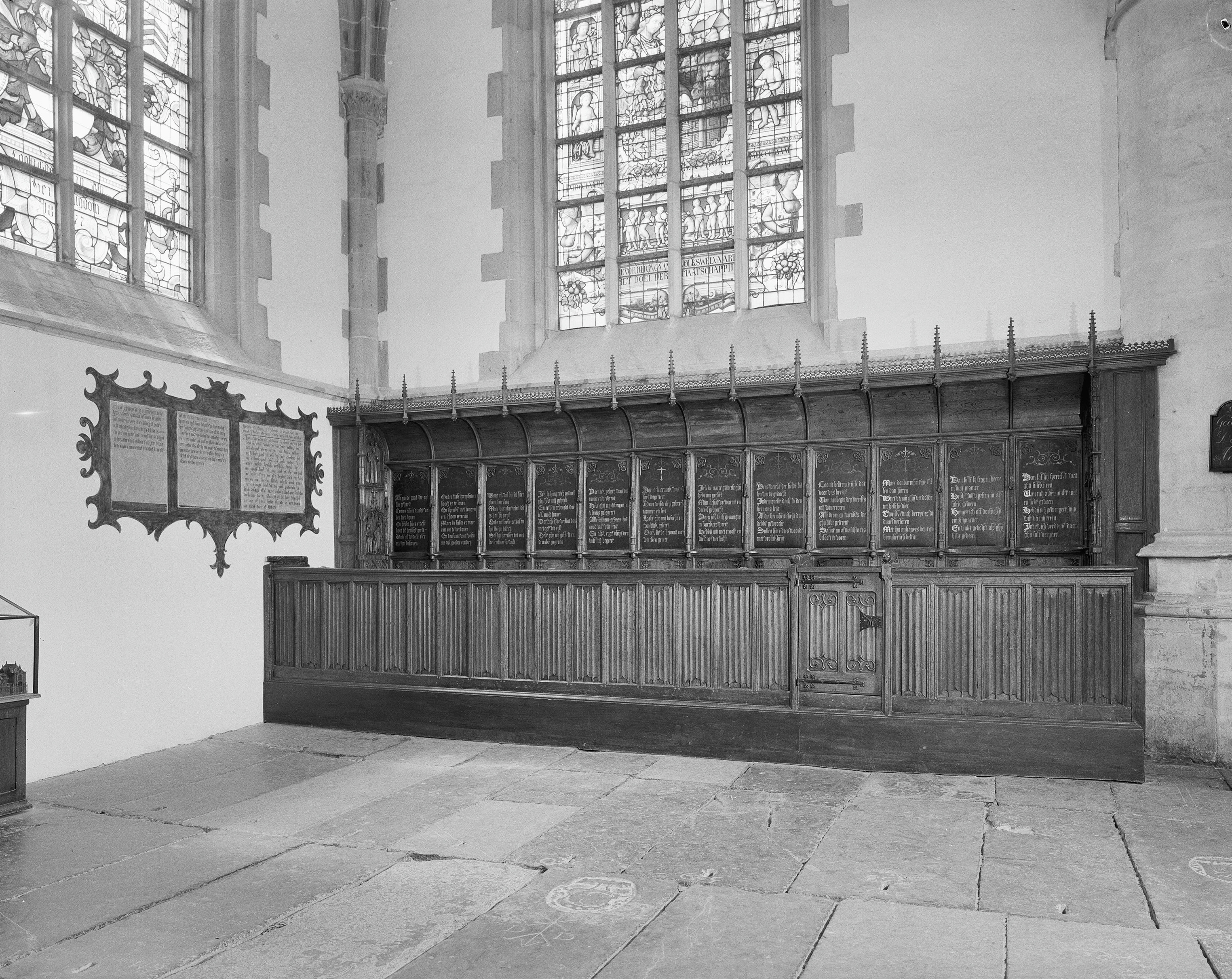
Broodbank

In de Grote of Sint Bavokerk bevindt zich de broodbank uit 1475. De Heilige Geestmeesters deelden hier na afloop van de kerkdienst brood aan
de armen uit. Na de reformatie bleef de broodbank bestaan en waren er voortaan protestantse heilige geestmeesters. 
Ook werd de bedeling door de diacenen persoonlijk aan huis gebracht, ze konden dan gelijk kennis nemen van de omstandigheden.
Na 1650 was de stad verdeeld in wijken eerst drie en vanaf 1771 zes. Elk van deze zes wijken werd bediend door een diaken en een regent die was
aangesteld door burgemeesters en afkomstig was uit de aanzienlijke burgers.

### 's-Hertogenbosch

Geefhuispenning 1808 's-Hertogenbosch

In deze stad was een bijzondere situatie die nergens anders voorkwam, de stad was verdeeld in negen blokken (wijken) die
ontstaan waren uit particuliere initiatieven. De blokhoofden verzorgden niet alleen de armenzorg maar waren ook
een soort bestuurders die het stadsbestuur veel werk uit handen namen.
Het Geefhuis (Godshuizen van de Heilige Geest of Armenhuis), een gebouw aan de Hinthamerstraat, werd in 1268 gesticht.
Het bestuur bestond uit een klerk en regenten, wekelijks werd geld en brood uitgedeeld aan de huisarmen.
In 1275 ontstond hier de Heilige Geesttafel van de kerk die de zorg voor de armen en met name de huiszittende armen op zich nam.
In 's-Hertogenbosch werden er naast de gewone huisarmen veel (oudere) vrouwen en ook vrouwen die net bevallen waren tot de huiszittende armen gerekend.
In 1477 gaf het stadsbestuur bevel aan de bestuurders van de Heilige Geesttafel om jaarlijks 30 hectoliter rogge
(genoeg voor 800 broden van 6 pond) uit te delen onder de (huiszitten)meesters (blokhoofden) van de huiszittende armen,
deze verplichting duurde tot 1810.
Na de reformatie werd in 1639 de zorg toebedeeld aan zowel de Heilige Geesttafel als aan de Diaconie van de Protestantse kerk.
In 1810 werden de blokken opgeheven en ontstond in 1814 het Bedelingsfonds door samenvoeging van de Armenfondsen, namelijk de Tafel van de H. Geest en de negen blokarmenfondsen van de blokken. Het Bedelingsfonds bleef tot 1855 een algemeen armenfonds.

### Kampen
In Kampen waren de memoriën de instanties die de zorg voor huiszittende armen op zich namen,
zij deelden geld, voedsel, brandstof en kleding uit aan de huiszittende armen.
Het waren broederschappen van priesters  en gegoede burgers, die met toestemming van de pastoor en  
van het stadsbestuur, als doel hadden het bevorderen van de godsdienst en de zorg voor armen.
Deze instanties functioneerden zo goed dat al in 1475 het stadbestuur de Heilig-Kruismemorie en de Onze Lieve Vrouwe memorie 
verbood per week meer dan 100 aalmoezen uit te delen.

#### De drie oudste memoriën
De Schepens memorie wered opgericht in 1316 (het sterfjaar van Guy van Henegouwen).
De Sint-Jurriëns memorie werd opgericht in 1401 in St. Nicolaas kerk.
De Heilig Sacraments memorie werd gesticht in 1393.
Deze drie oudste memoriën verzorgden de missen en begrafenisplechtigheden voor de overleden leden en bevorderden de liturgische eredienst, het is onbekend of er ook aandacht voor de armenzorg was.

#### Onze Lieve Vrouwe memorie
Opgericht op (Sint Catharinandag) 28 november 1380 
en bestaande uit enige goede en devote mannen en vrouwen, het doel van de broederschap was het
bevorderen van de godsdienst en armenzorg, de memorie werkte vanuit de Onze Lieve Vrouwe kerk.
Deze memorie bediende de armen in het zuidelijk stadsdeel (ten zuiden van de Broederstraat).
De huiszittende armen kregen elke vrijdag bij het huis van de memoriemeester een bon waarmee zij 
zondag na de mis in de kerk een brood van een halve kromstaart en een kop of een derde pond boter kregen.
Na een gift van de weduwe van Albert Daems kregen ze voortaan altijd een half pond boter uitgezonderd tijdens de vasten dan kreeg men drie haringen.
.

#### Heilig Kruis memorie
Memorie of broederschap van het Heilig Kruis opgericht 1416 door inwoners van Kampen uitgaande vanuit de Sint Nicolaaskerk (Bovenkerk),
in de Instelling der Memorie staat onder meer:
Zo zal men de armen in de winter elke zondag na de mis een brood van 2 plakken 
(geldwaarde 2 plack = 4 groot, goed voor  ~1 kg roggebrood) en een  half (zweeds pond ) boter,
in de zomer een half pond spek en in de vastentijd 3 haringen naar het goeddunken van de procuratoren.
En vrijdag als de klok 12 uur heeft geslagen zal men telkens de armen geven die de zondag daarna
de armenmis krijgen.
ij placke ende een half  botteren des winters, ende des somers een half pont speckes ende jnder 
vasten iij heringe, nae guetduncken der procuratoirs. Ende des vridages als die kloeke xij 
geslegen heeft, salmen die teikene geuen den armen, die des sonnendages dair nae 
die armissen hebben sullen.
Item soe salmen den armen alle sonnendage geuen alsmen dat wywater ludet een broet van 
ij placke ende een half botteren des winters en de des somers een half pont speckes ende jnder vas ten 
iij heringe nae guetduncken der procuratoirs Ende des vridages als die klocke xij geslegen heeft 
salmen die teikene geuen den armen die des sonnendages dair nae die armissen hebben sullen.'

#### St.-Cuneramemorie

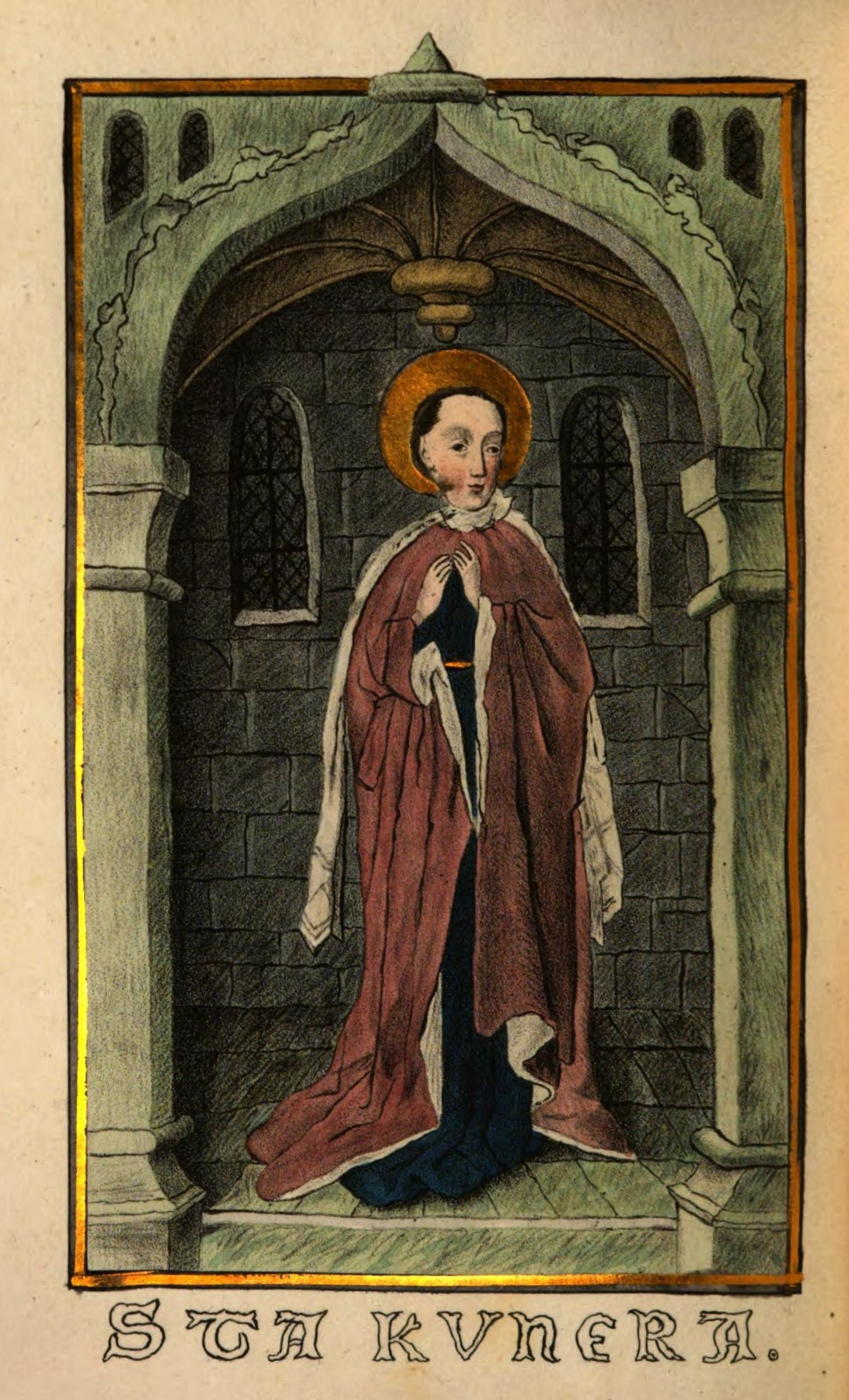
Sint Cunera, Kampen

De Sint-Cunera memorie werd op 1 april 1456 opgericht door de leden van de Sint-Nicolaaskerk
Tot 1538 werd waarschijnlijk wekelijks brood uitgedeeld aan de huiszittende armen,
nadien kregen de armen een loodpenning waarmee zij op woensdag bij het Sint-Cunera altaar in de 
kerk een brood kregen en soms ook boter. Omdat het meeste geld nodig was voor de bedieningen
bij het altaar zoals kaarsen, versiering en de priester, bleef slecht een klein bedrag over dat aan de armen moest worden besteed.

#### Reformatie
Op 11 augustus 1572 werd Kampen 'bevrijd' door Willem IV van den Bergh maar op 15 november werd de stad opnieuw 
ingenomen door de Spanjaarden. In die korte tijd liet de graaf, in strijd met het
capitulatieverdrag, ten eigen voordeel de kerken leegroven en de geestelijken in gevangenschap afvoeren.
Na 15 november tot 21 juli 1578 bleef de stad in handen van de Spanjaarden en werd volledig door de
Spaansgezinde soldaten geruïneerd en verviel tot armoede.
Vanaf 19 januari 1594 werd de armenzorg door het stadsbestuur gecentraliseerd en uitgevoerd door de
protestantse diakenen. 
Op 14 januari 1598 werden alle instellingen voor armenzorg, ook de kerkelijke diakonie, 
verenigd in de Armenkamer, de zogenaamde 'Bedieners der armen', deze commissie bestaat uit twee door het stadsbestuur gekozen diakenen
die de boekhouding voeren en een aantal burgerlijke ambtenaren. Alle bezittingen van de die memoriën en van 
de burgerlijke armenzorg voor huiszittende armen werden bijeen gebracht en beheerd door de Armenkamer.

### Leiden

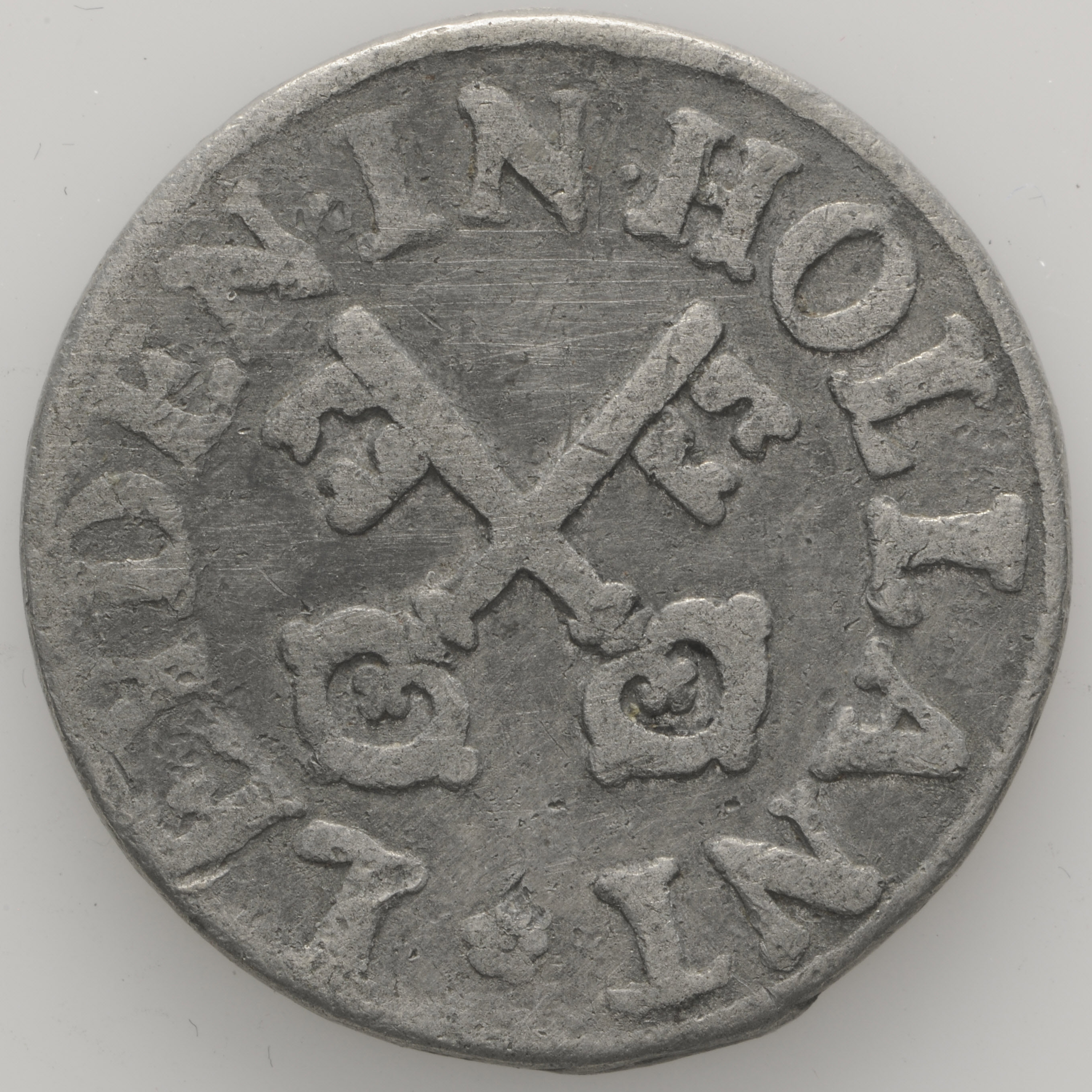
Turfloodje, Leiden, 1717

In Leiden was al in de 14e eeuw sprake van armenzorg aan huiszittende armen in de drie parochies. In 1427 werd het huiszittenhuis "der Mynnen Pot" genoemd in een oorkonde van Filips van Bourgondië, aan de Oude Rijn 44-46 was het rooms-katholieke Barbaragasthuis dat in 1428 betrokken werd door de Huiszittenmeesters van de Sint-Pancrasparochie. In het pand werd graan, turf, wol, hout en vlees opgeslagen, elke zondag werd er de aalmoespot gekookt, waaruit de armen hun portie kregen.
Er waren in Leiden drie huiszittenhuizen die in 1577 samengaan in de Minnepot aan de Oude Rijn en later in 1582 werd ook de Diaconie onderdeel.
In de 17e eeuw werd de Armenbakkerij gebouwd,  de armen moesten een dienst in de Bethlehemkerk (armenkerk) bijwonen en ontvingen dan een broodpenning. In 1736 bepaalde het stadsbestuur dat de kinderen van mensen die ondersteuning van het huiszittenhuis kregen hun kinderen op een der christelijke armenscholen moesten brengen waar zij onderwijs zouden ontvangen, nadat zij de school hadden verlaten moesten zij tot hun 15e of 16e jaar catechese volgen.
In 1817 werd de Leidsche Maatschappij van Weldadigheid opgericht, de armenbakkerij heeft tot 1930 gefunctioneerd.

### Rotterdam

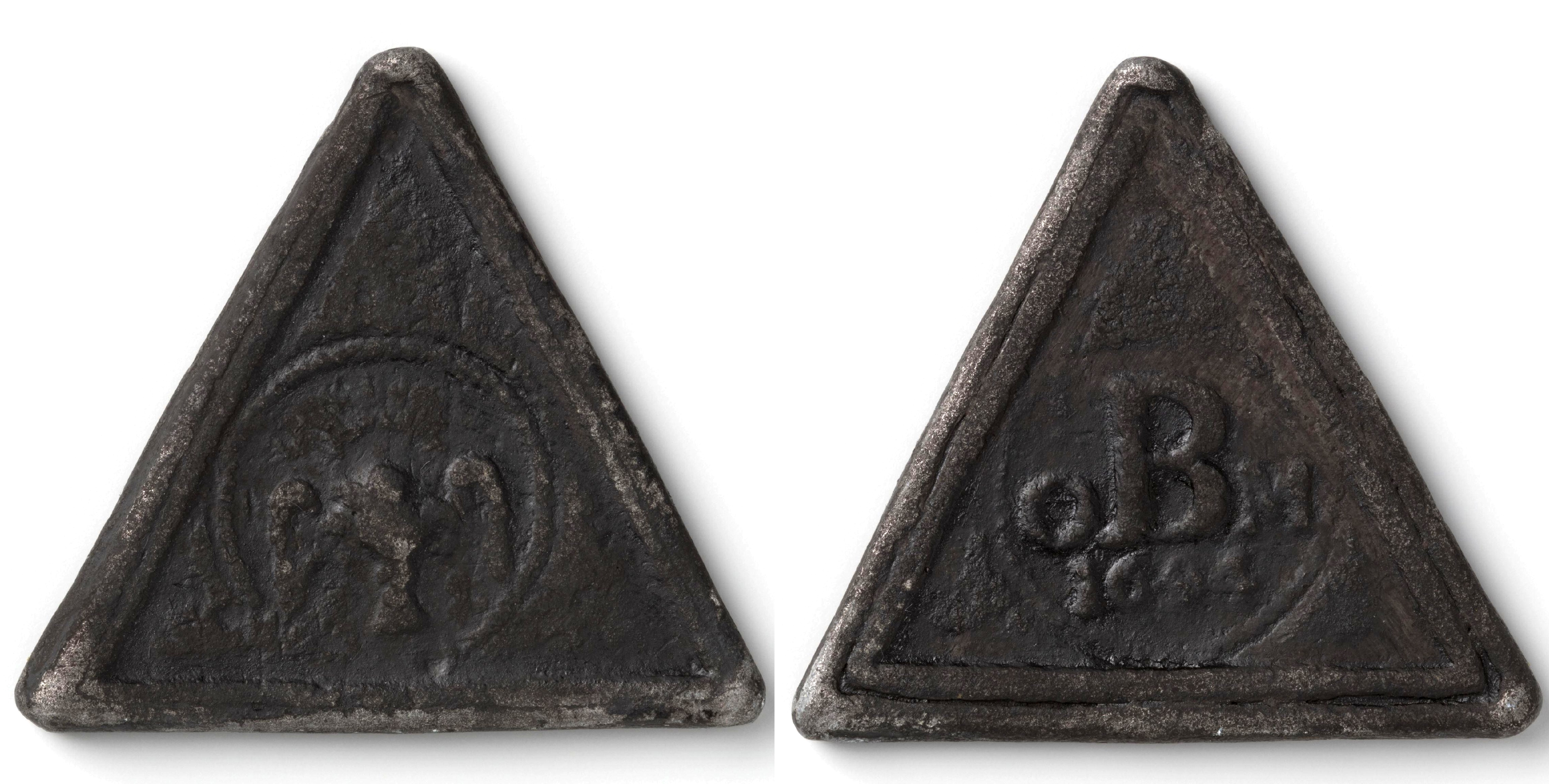
Oudemannenhuis, Broodloodje

Vanaf de middeleeuwen werd armenzorg gedaan door de katholieke kerk, 
rond 1434 stichtten Aelwijn Floriszoon van der Meer en zijn vrouw Maritge het Heilige Geesthuis.
In de wintermaanden bedeelde het bestuur de huiszittende armen met turf en voedsel.
Na de reformatie kregen de diakenen van de protestantse kerken opdracht van het stadsbestuur om
voor alle armen te zorgen, een resolutie van het bestuur van 15 juni 1588 regelde dat er geen verschil werd gemaakt tussen de kerkarmen en algemene armen.
De 'Heilige Geest' werd daarmee van de zorg voor de 'thuiszittende armen' ontheven.

### Utrecht

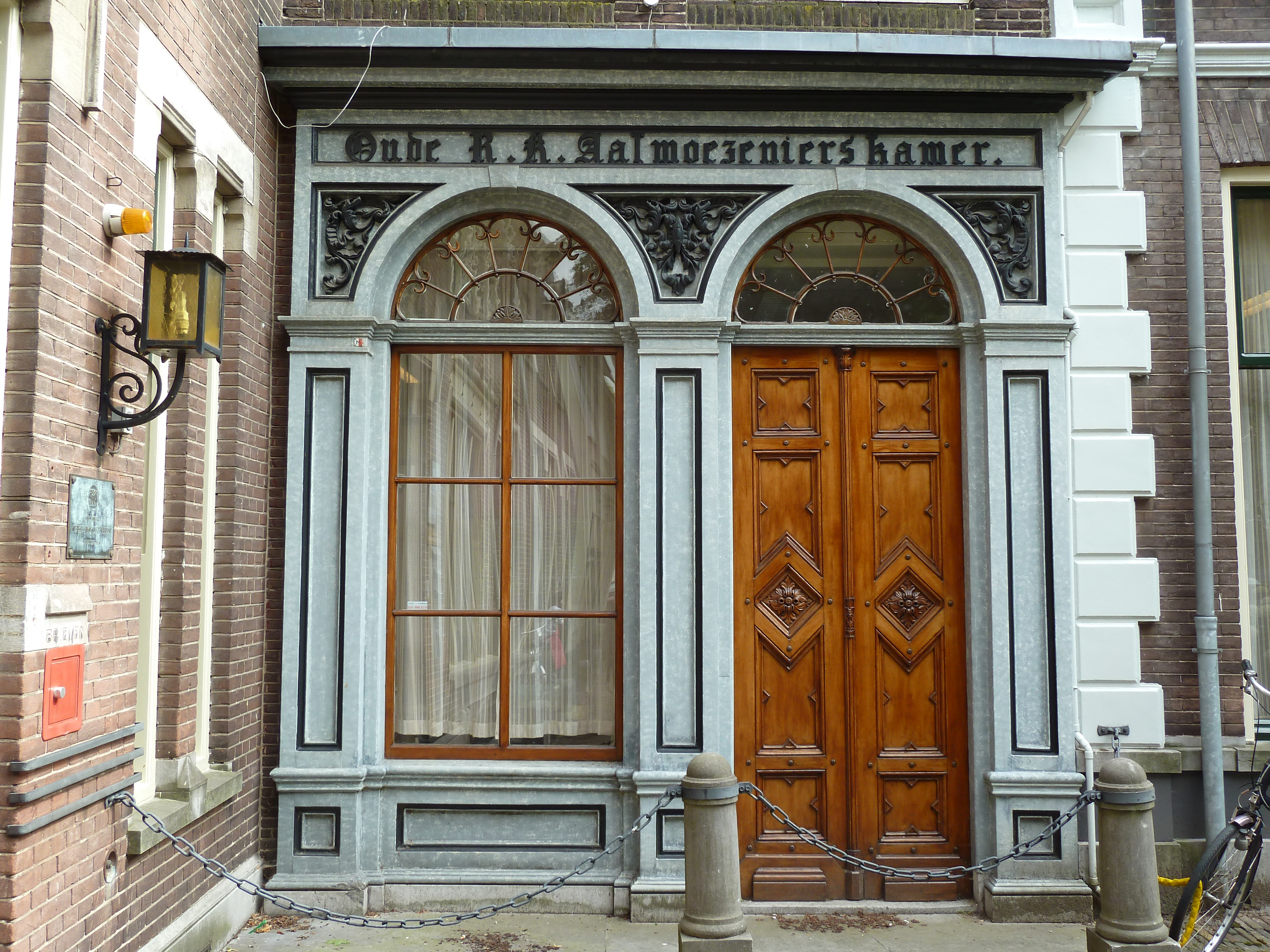
Aalmoezenierskamer, Mariahoek 16

Vanaf de middeleeuwen ontstonden de Utrechtse armenpotten van vier parochiekerken zoals de Buurkerk, na de reformatie in 1578 ook de protestantse diaconieën.  De armenpot van Sint Jacob van de Jacobikerk deelde bijvoorbeeld meerdere dagen per week brood, boter en geld voor bier uit aan de huiszittende armen, ook gingen de zogenaamde potmeesters de huizen langs om de arme huiszittenden in de winter van turf te voorzien en de bedlegerigen en behoeftige kraamvrouwen met geld te ondersteunen.
In 1628 werd de Stadsaalmoezenierskamer opgericht door het stadsbestuur, die echter in 1674 alweer werd opgeheven wegens geldgebrek en vermeend wanbeheer.
Voor turf konden de huiszittende armen aankloppen bij de Armen Noodhulp, een instantie uit 1496 die uit de rente van de nalatenschap van een anonieme dame werd bekostigd,
deze instantie groeide uit door giften en beleggingen en functioneerde tot 1817.
Tevens kende Utrecht fondsen zoals de Armen Noodhulp die eveneens in natura uitdelingen verstrekten.

## Trivia
- De kerkorde van 1619: de aelmoessen ende andere armengoederen neerstelyck te versameien, ende deselve getrouwelycken ende vlijtichlyck naar den eysch der behoeftigen beyde der Ingezetenen ende Vremden, met gemeyn advis uyt te deelen, de benauden te besoecken ende te vertroosten, ende wel toe te sien, dat de aelmoessen niet misbruyckt en worden, waarvan sy reeckeninge sullen doen in den Kercken-Raedt, en oock (so yemandt daarby wil zyn) voor den Gemeenten, tot sulcken tydt, als den Kercken-Raedt het goetvinden sal.

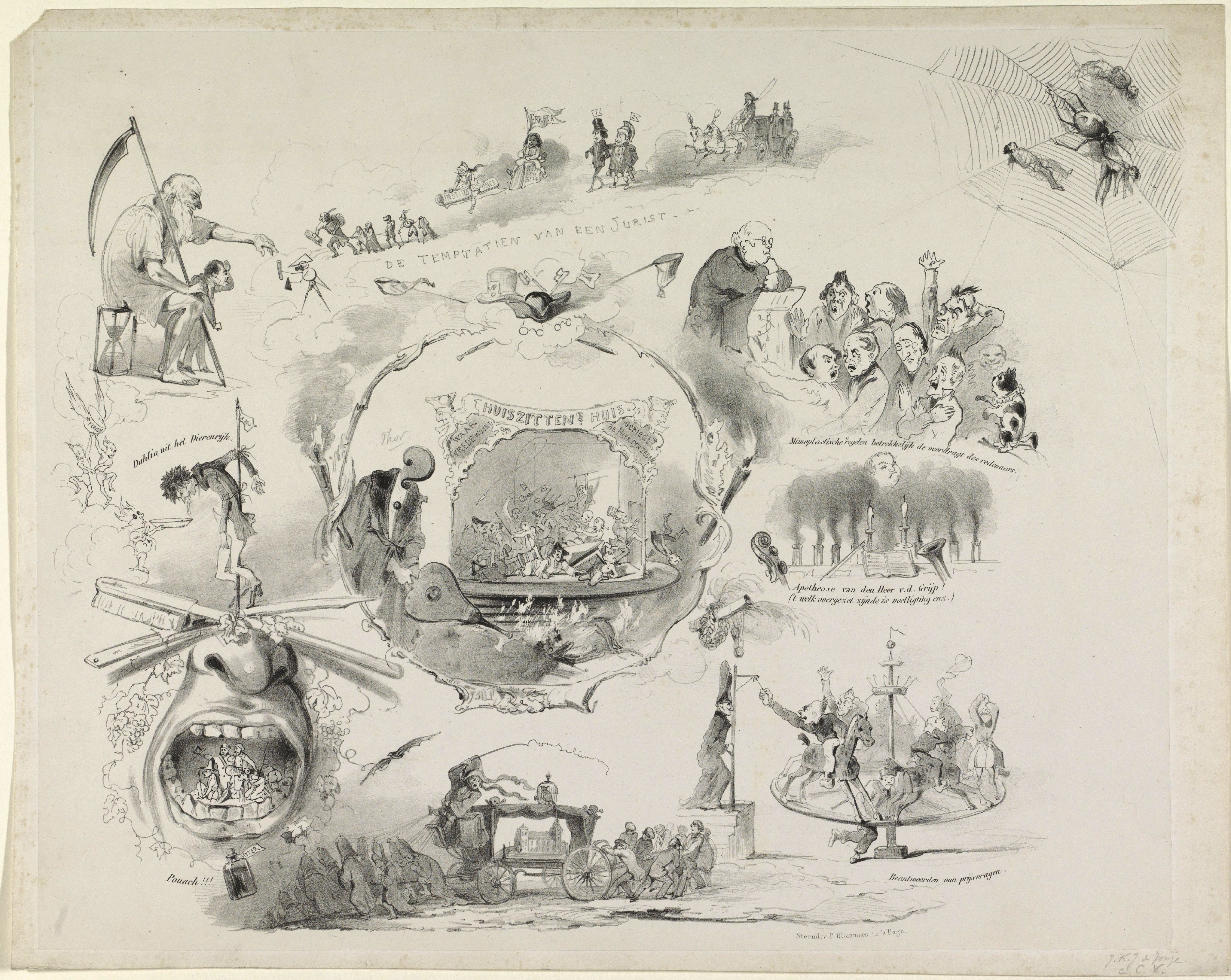
Spotprent uit Leidse studentenalmanak, 1849, rijksmuseum

- In 1848 ontstond tumult bij armenhulp in Leiden toen het stadsbestuur de leiding en de goederen van de kerkelijk leden wilde overnemen zonder hen daarin nog verantwoordelijkheid te geven. Het toenmalige liberale raadslid J.R. Thorbecke, was ervan overtuigd dat de armenzorg een taak was voor alleen de overheid en dus niet van de de kerk, het conflict werd op de spits gedreven en had een hoogtepunt op zaterdagavond 3 juni 1848. Nadat burgemeester en politie enige tijd hadden moeten wachten om toegelaten te worden tot vergaderkamer van de diakenen werden deze voor de keus gesteld om geïnstalleerd te worden volgens het nieuwe reglement, zij weigerden dat. De vergadering verliep tumultueus, na driemaal aangspoord te zijn om de kamer te verlaten werden de diakenen door de politiemacht met geweld afgevoerd. Enkele van hen werden blootshoofds en met gescheurde kleren buiten het gebouw geworpen waar inmiddels het volk bijeen gestroomd was. Een jarenlange gerechtelijk strijd volgde. Bij koninklijk besluit van 12 december 1851 werd de gemeente in het gelijk gesteld, het besluit was overigens ondertekend door Thorbecke die toen minister van Binnenlandse zaken was. Na de val van de regering Thorbecke werd in 1854 de wet Armenzorg aangenomen die regelde dat de zorg voor de armen bij de kerk bleef.